# Corvin Film
Corvin Film a fost o companie maghiară de producție de film care a funcționat în timpul epocii filmului mut. Ea a fost fondată în 1916 de Jenő Janovics, în orașul Cluj, și și-a mutat sediul mai târziu în capitala Ungariei, Budapesta. Numele companiei provenea de la numele regelui Ungariei din secolul al XV-lea, Matia Corvin. Programul cinematografic al companiei Corvin s-a concentrat în mare parte pe adaptarea operelor literare clasice și populare. A fost încheiat un acord de distribuție cu Projectograph, principala companie maghiară de distribuție a filmelor.
Un rol important în cadrul companiei l-a avut tânărul regizor de film Alexander Korda, care s-au alăturat studiourilor Corvin în 1916. El a regizat filmul Fehér éjszakák, unul dintre primele filme maghiare care au fost distribuite în afara țării. În anul următor el a achiziționat dreptul de proprietate ale numelui companiei și s-a despărțit de Janovics. Korda a coordonat o mare parte a producțiilor cinematografice majore ale companiei până în anul 1919, când a părăsit Ungaria în timpul Terorii Albe care a însoțit prăbușirea Republicii Sovietice Ungaria. Compania și-a continuat activitatea până în 1925 când a dat faliment în timpul crizei generale ce a afectat industria de film din Ungaria. Studioul din Budapesta al companiei Corvin a fost preluat mai târziu de guvernul Ungariei. Alături de studioul de film Hunnia el a devenit elementul central al industriei de film din Ungaria.
Soția lui Korda, actrița María Corda, a jucat în mai multe producții ale companiei Corvin. În cadrul companiei a mai lucrat, de asemenea, regizorul Michael Curtiz.

## Filme produse
Filme de la Corvin Film
- Méltóságos rabasszony (1916)
- A dolovai nábob leánya (1916)
- Ártatlan vagyok! (1916)
- A hattestparancsnok (1916)
- Ciklámen (1916)
- A nagymama (1916)
- Soha többé… mindörökké! (1916)
- Szibéria (1916)
- Mesék az írógépről (1916)
- Mágnás Miska --- Miska the Magnate (en) Alexander Korda(1916)
- Az egymillió fontos bankó --- The One Million Pound Note (en) Alexander Korda (1916)
- A gyónás szentsége (1916)
- A peleskei nótárius (1916)
- Petőfi dalciklus (1916)
- A kétszívű férfi (1916)
- A szobalány (1916)
- Fehér éjszakák --- White Nights (en) Alexander Korda (1916)
- A feleség (1916)
- A csikós (1917)
- A gólyakalifa (1917)
- Mágia (1917)
- Szent Péter esernyője --- St. Peter's Umbrella (en) Alexander Korda (1917)
- Harrison és Barrison (1917)
- A riporterkirály (1917)
- A piros bugyelláris (1917)
- A haza oltára (1917, rövid)
- Csaplárné a betyárt szerette (1917, rövid)
- Károly bakák (1918)
- A kis lord (1918)
- A faun (1918)
- A testőr (1918)
- A kétlelkű asszony (1918)
- Harrison és Barrison II. (1918)
- Az aranyember (Omul de aur) (1918)
- A gyáva (1918, rövid)
- Ica babája (1918, rövid)
- Tréfaházasság (1918, rövid)
- Tutyut felszarvazzák (1918, rövid)
- Tutyu kirúg a hámból (1918, rövid)
- Mary Ann --- Mary Ann (1918)
- Fehér rózsa (1919)
- A 111-es --- Number 111 (1919-1920)
- A tékozló fiú (1919)
- Ave Caesar! (1919)
- Twist Olivér --- Oliver Twist (en) Márton Garas (1919)
- Yamata (1919)
- A legnagyobb bűn/Mária nővér /Odille Mária (1919)
- Fekete tulipán (1919)
- Az igazság útja [Kutató Sámuel] (1919)
- Se ki, se be! (1919)
- Lélekidomár (1919)
- Tutyu ismeretséget köt (1919, rövid)
- Tutyu lakást keres (1919, rövid)
- Cow-boy, mint anyós (1919, rövid)
- A sárga árnyék (1920)
- Névtelen vár (1920)
- Little Fox (1920)
- Júdás fiai (1920)
- A végszó (1920)
- Keresztes vitézek (1921)
- Farsangi mámor (1921)
- Hétszáz éves szerelem (1921)
- New-York express kábel (1921)
- Az áruház gyöngye (1921, rövid)
- Országos Apponyi ünnep (1921, riport)
- Majális a vérmezőn (1921, riport)
- Motorcsónak verseny (1921, riport)
- Lapterjesztők boxversenye (1921, riport)
- Budapest ifjúsága üdvözli Harding elnököt hivatalbalépése alkalmából (1921, riport)
- Olavi (1922)
- Willy Drill (1922)
- Freddy (1922, rövid)
- Árvák imája (1922, rövid)
- Múlt és jövő (1922, riport)
- Egy dollár (1923)
- Egy fiúnak a fele (1924)
- Az őrszem (1924)
- Magyar cserkészélet (1924, riport)
- Terike (1927)